# Rainer Götter
Rainer Götter (* 5. September 1946 in Sulzfeld; † 9. Mai 2007) war ein deutscher Fußballspieler.
Der Abwehrspieler Rainer Götter trat 1974 dem VfB Eppingen bei und war Teil der Mannschaft, die im selben Jahr im DFB-Pokal den Hamburger SV durch zwei Tore von Gerd Störzer mit 2:1 besiegte. Ferner gehörte er dem Zweitliga-Kader des VfB Eppingen in der Saison 1980/81 an, wo er 32 Zweitligaspiele für den VfB bestritt. Im Jahre 1982 beendete Rainer Götter seine aktive Karriere.